# Eurycallinus unifasciatus
Eurycallinus unifasciatus är en skalbaggsart som först beskrevs av Stefan von Breuning 1947.  Eurycallinus unifasciatus ingår i släktet Eurycallinus och familjen långhorningar. Inga underarter finns listade i Catalogue of Life.